# Megasoma anubis
A Megasoma anubis a rovarok (Insecta) osztályának bogarak (Coleoptera) rendjébe, ezen belül a mindenevő bogarak (Polyphaga) alrendjébe és a ganajtúrófélék (Scarabaeidae) családjába tartozó faj.

## Előfordulása
Az óriásbogárformák eme képviselője Brazíliában fordul elő.

## Megjelenése
A Megasoma anubis körülbelül a 90 milliméteresre nő meg (beleértve a szarvát is). Ezek a nagy és nehéz bogarak feketék, de puha, bársonyos felületük van, mivel sűrű sárgás szürke porral vannak borítva. A hímek sokkal nagyobbak, mint a nőstények, és közepes hosszúságú, ívelt szarv van a fejükön, az előtorban pedig rövid közép-szarv található. A nőstényeknek nincs szarvuk. Lábaik viszonylag hosszúak és éles karmokban végződnek.

## Életmódja
Ez a bogárfaj kártevőnek számít. A lárva 1-2 évig fejlődik és a kínai legyezőpálma (Livistona chinensis) virágzataival táplálkozik. A kifejlett egyedek főleg rothadó gyümölcsökkel táplálkoznak, és januártól áprilisig találhatók.

## Képek

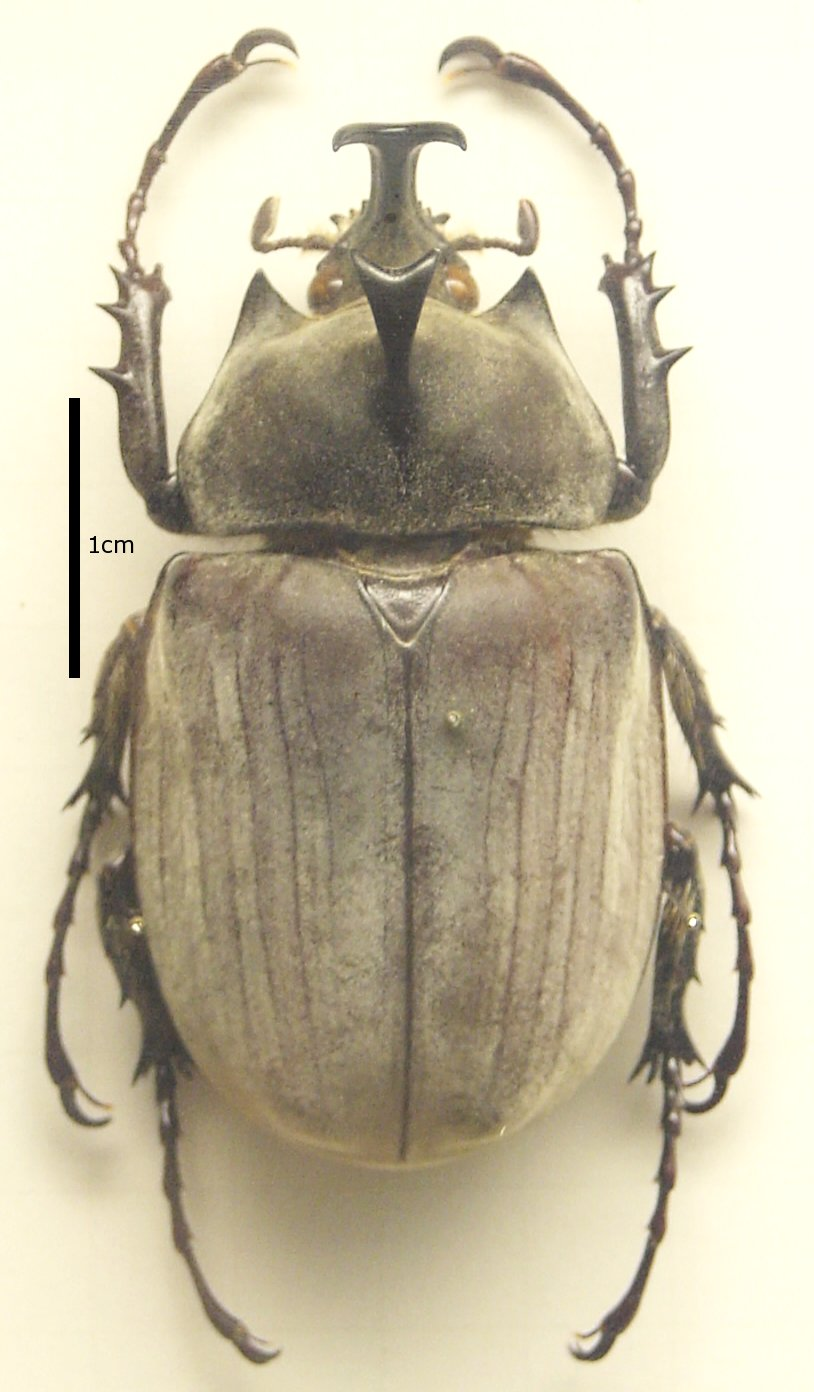
Egy gyűjteményben
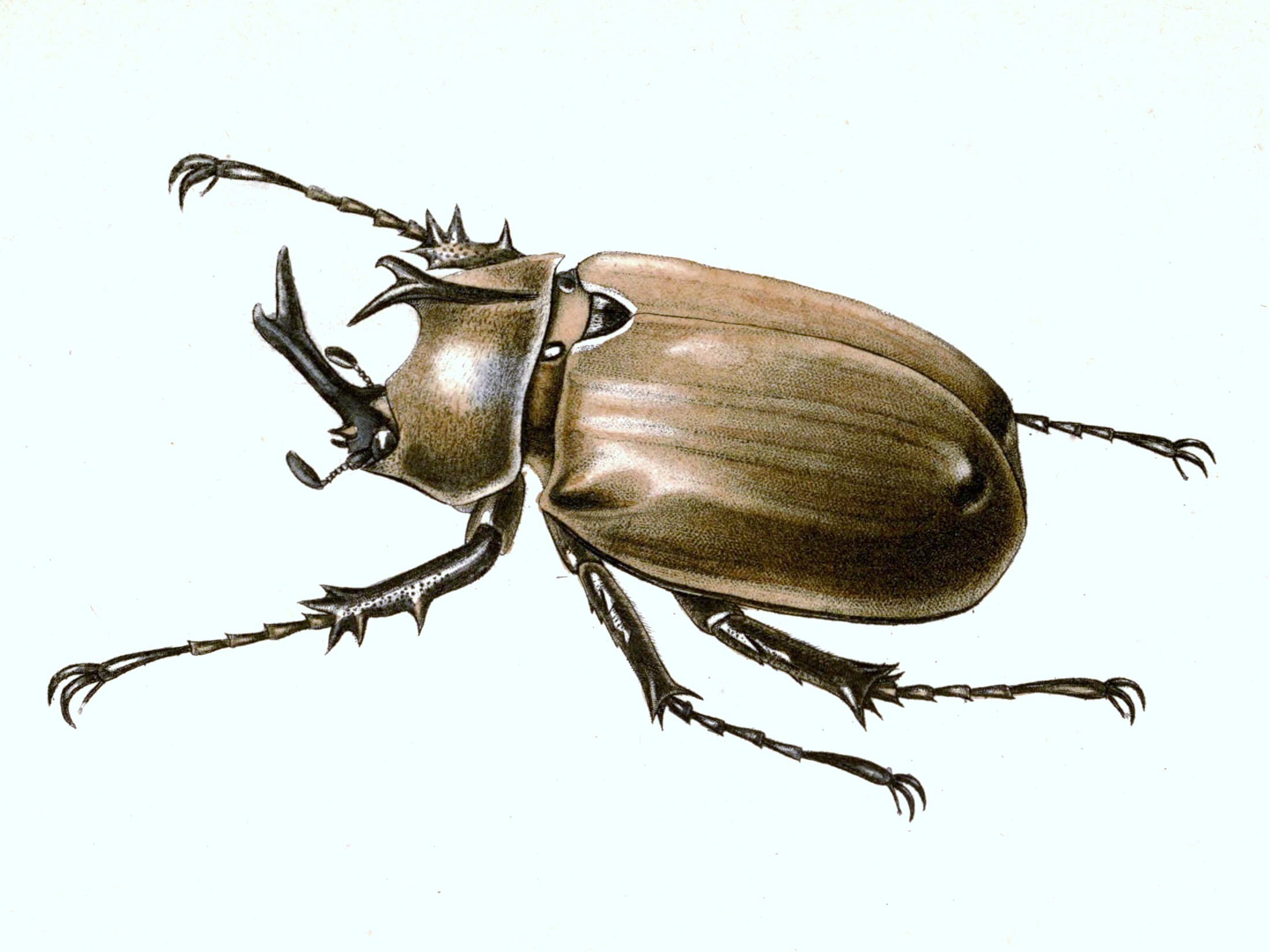
és egy rajzon

## Fordítás
- Ez a szócikk részben vagy egészben  a   Megasoma anubis című angol Wikipédia-szócikk ezen változatának fordításán alapul.  Az eredeti cikk szerkesztőit annak laptörténete sorolja fel. Ez a jelzés csupán a megfogalmazás eredetét és a szerzői jogokat jelzi, nem szolgál a cikkben szereplő információk forrásmegjelöléseként.